# Wilhelm Hankel
Wilhelm Hankel (* 10. Januar 1929 in Danzig-Langfuhr; † 15. Januar 2014 in Köln) war ein deutscher Ökonom und Bankmanager. Von 1959 bis 1967 war er Chefvolkswirt der KfW und von 1972 bis 1974 Präsident der Hessischen Landesbank. Er war Honorarprofessor an der Johann Wolfgang Goethe-Universität Frankfurt am Main und Gastprofessor an mehreren US-amerikanischen Universitäten.

## Leben
Hankel wurde 1929 als Sohn des Kaufmanns Oskar Hankel und dessen Frau Jenny, geb. Schoffmann, geboren. Er besuchte als Schüler Internate und wurde 1944 zum Kriegsdienst eingezogen. Nach dem Abitur studierte er von 1948 bis 1953 Wirtschaftswissenschaften an der Johannes Gutenberg-Universität Mainz und der Universität von Amsterdam (Diplom-Volkswirt, 1951). 1953 wurde er beim späteren Nobelpreisträger Jan Tinbergen an der Universität Mainz mit der Dissertation Zur Theorie der volkswirtschaftlichen Kontierungen (Theorie der „Entschluss“-Modelle). Unter besonderer Berücksichtigung der monetären Aspekte zum Dr. rer. pol. promoviert.
Hankel begann seine Karriere 1952 bei der Bank deutscher Länder, dem Vorläufer der Deutschen Bundesbank. Später wechselte er ins Bundesministerium für wirtschaftliche Zusammenarbeit und Entwicklung (BMZ). Ein weiterer Wechsel brachte ihn ins Auswärtige Amt. Von 1959 bis 1967 war Hankel Chefökonom der Kreditanstalt für Wiederaufbau (KfW). 1967 wechselte er als Ministerialdirektor in das Bundesministerium für Wirtschaft (BMWi) von Prof. Karl Schiller als Leiter der Abteilung Geld und Kredit und wurde einer seiner engsten Mitarbeiter. Er war maßgeblich an der Entwicklung der Bundesschatzbriefe sowie der Sonderziehungsrechte des Internationalen Währungsfonds (SZR) beteiligt und führte die Terminbörse Frankfurt am Main wieder ein. Von 1972 bis 1974 stand er als Präsident an der Spitze der Hessischen Landesbank (Helaba) und erhielt gleichzeitig 1971 an der Johann-Wolfgang-Goethe-Universität Frankfurt am Main eine Honorarprofessur für Währung und Entwicklungspolitik.
1973 wurde gegen ihn als dem Präsidenten der Helaba der Vorwurf erhoben, den Verwaltungsrat nicht rechtzeitig über die Milliardenverluste in seiner Amtszeit informiert zu haben. Am 17. Dezember 1973 trat er deshalb von seinem Amt zurück. Dieser Rücktritt war der erste Höhepunkt des Helaba-Skandals, der am Ende 1976 Albert Osswald sein Amt als hessischer Ministerpräsident kosten sollte. Wilhelm Hankel wurde später entlastet, da die Verlustbringer der Helaba vor seiner Amtszeit lagen.
Von 1974 bis 1975 übernahm Hankel eine Gastprofessur an der Harvard University in Cambridge, Massachusetts. Von 1975 bis 1976 schloss sich daran eine Gastprofessur am Konrad-Adenauer-Lehrstuhl der Georgetown University in Washington, D.C. an. Zwischen 1978 und 1981 hatte er eine Gastprofessur am SAIS Bologna Center der Johns Hopkins University in Baltimore und danach am Wissenschaftszentrum Berlin. Von 1990 bis 1991 erhielt Hankel eine Gastprofessur an der Technischen Universität Dresden. Von 1991 bis 1992 hatte er einen Stiftungslehrstuhl der Deutschen Bundesbank für internationale Währungspolitik an der Freien Universität Berlin inne.
Daneben erhielt Hankel Beratungsaufträge der Gesellschaft für Technische Zusammenarbeit (GTZ) in den Vereinigten Arabischen Emiraten und Saudi-Arabien von 1977 bis 1979, in Südkorea 1980, in Ägypten 1981, in der Dominikanischen Republik, Guatemala, Honduras, Costa Rica und Nicaragua 1982, in der Volksrepublik China 1988, in Jordanien von 1989 bis 1991, im Jemen 1992, in Russland 1994 bis 1995 und in Georgien von 1998 bis 1999 und als Gutachter der Weltbank. Bis 1995 baute Hankel ein Ausbildungszentrum für Bankiers im westsibirischen Tjumen mit Unterstützung der Europäischen Union auf. 2008 beriet Hankel die syrische Zentralbank in Damaskus.
Hankel war Mitglied der SPD, lebte im Köln-Bonner Raum, war verheiratet mit Uta Hankel (geb. Wömpner). Aus seiner ersten Ehe mit Helga Hankel (geb. Becker) gingen drei Kinder hervor. Er sprach neben Deutsch auch Englisch, Französisch und Niederländisch.
Hankel starb am 15. Januar 2014 im Alter von 85 Jahren in Köln.

## Positionen
Hankel sah in der Geld- und Kreditschöpfung einen systemimmanenten Fehler der kapitalistischen Finanzwirtschaft, der systembedingt zu Krisen führe. Die Vermehrung der Geldmenge durch Vermehrung der Münzen und Senkung ihres Materialwerts durch König Midas (700 vor Chr.) sah Hankel als erstes Beispiel für die Krisenhaftigkeit der Kredit- und Geldschöpfung. Damit der Kapitalismus gerettet werden könne, dürfe nicht mehr Geld durch Geld erwirtschaftet werden, sondern durch Arbeit. Die globalen und nationalen Kreditgeschäfte müssten „an die Leine“ gelegt werden. „Geldfortschritt“, die Schaffung immer neuer Geldprodukte, sei „Kreditbetrug“.
Hankel hat mit den Professoren Wilhelm Nölling, Joachim Starbatty und Karl Albrecht Schachtschneider 1997 Klage beim Bundesverfassungsgericht gegen den Vertrag von Amsterdam zur Einführung des Euro eingereicht, die jedoch nicht erfolgreich war.
Im April 2010 empfahl Hankel Griechenland wie anderen finanziell gefährdeten Mitgliedern der Eurozone, am besten zur jeweils ehemaligen eigenen Währung zurückzukehren. Am 7. Mai 2010 reichten Joachim Starbatty, Wilhelm Hankel, Wilhelm Nölling, Karl Albrecht Schachtschneider und Dieter Spethmann gegen den Milliardenkredit für die Griechenland-Hilfe vor dem Bundesverfassungsgericht in Karlsruhe Verfassungsbeschwerde ein. Nach ihrer Meinung verstieße der Milliardentransfer gegen die EU-Verträge und das Grundgesetz. Das Bundesverfassungsgericht hat die Verfassungsbeschwerde mit Urteil vom 7. September 2011 abgewiesen, den Klägern jedoch mit Beschluss vom 14. Dezember 2011 einen Kostenersatz in Höhe von einem Drittel der notwendigen Auslagen zugesprochen, da sie zur Klärung einer Frage von grundsätzlicher Bedeutung beigetragen hätten.
Wilhelm Hankel vertrat seine Ansichten unter anderem in der national-konservativen Jungen Freiheit, der rechtsextremen National-Zeitung und der Neuen Solidarität. Hankel rechtfertigte dies damit, dass er von anderen Medien ignoriert werde.
Wilhelm Hankel unterstützte die Position der Freien Wähler zu einer Stärkung des Eurosystems durch die Möglichkeit für teilnehmende Länder, Parallelwährungen einzuführen, und zur Einhaltung der Maastrichter Kriterien, die eine Schuldenübernahme anderer EU-Länder nicht zulässt.
Nach Angaben der FAZ habe er auf seiner Webseite zur Wahl der in ihrer Anfangszeit eurokritischen Alternative für Deutschland aufgerufen.
Er war Mitglied im Beirat des Projekts Wissensmanufaktur.

## Auszeichnungen
- Bundesverdienstkreuz am Bande (24. Januar 1969)[14]

## Veröffentlichungen
1950–59
- Zur Theorie der volkswirtschaftlichen Kontierungen. Unter besonderer Berücksichtigung der monetären Aspekte. Dissertation. Universität Mainz, 1953
- mit Gerhard Zweig: Volkswirtschaftliche Grundfragen der Sozialreform. Bund-Verlag, Köln-Deutz 1956

1960–69
- Die zweite Kapitalverteilung. Ein marktwirtschaftlicher Weg langfristiger Finanzierungspolitik. Knapp, Frankfurt 1961
- Erfahrungen mit der deutschen Kapitalhilfe. Hoffmann & Campe, Hamburg 1967

1970–79
- Währungspolitik. Geldwertstabilisierung, Währungsintegration und Sparerschutz. Stuttgart [und andere], Kohlhammer 1971, ISBN 3-17-001047-6
- Wettbewerb und Sparerschutz im Kreditgewerbe. Perspektiven für eine moderne Bankpolitik. Stuttgart [und andere], Kohlhammer 1974, ISBN 3-17-001739-X
- Heldensagen der Wirtschaft oder schöne heile Wirtschaftswelt. Düsseldorf/Wien, Econ-Verlag 1975, ISBN 3-430-13933-3
- Der Ausweg aus der Krise. Düsseldorf/Wien, Econ-Verlag 1975, ISBN 3-430-13934-1
- Weltwirtschaft. Vom Wohlstand der Nationen heute. Düsseldorf/Wien, Econ-Verlag 1977, ISBN 3-430-13932-5
- Caesar. Goldene Zeiten führ’t ich ein. Das Wirtschaftsimperium des römischen Weltreiches. Herbig, München/Berlin 1978, ISBN 3-7766-0889-7.
- Prosperität in der Krise. Eine Analyse der Wirtschaftspolitik in der Energiekrise am Beispiel Österreichs, aktive Binnenbilanz durch passive Außenbilanz. Mit einem Vorwort von Hannes Androsch. Molden, Wien [und andere] 1979, ISBN 3-217-01058-2

1980–89
- mit Hermann Priebe: Der Agrarsektor im Entwicklungsprozess. Mit Beispielen aus Afrika. Campus-Verlag, Frankfurt/New York 1980, ISBN 3-593-32693-0
- mit Robert Isaak: Die moderne Inflation. Ein Fall für Exorzismus oder Moderation? Ergebnisse einer Werkstattkonferenz des Bologna-Center der Schule für Fortgeschrittene Internationale Studien (SAIS) der Johns-Hopkins-Universität, Washington DC unter Leitung von Karl Deutsch. Bund-Verlag, Köln 1981, ISBN 3-7663-0490-9
- Gegenkurs. Von der Schuldenkrise zur Vollbeschäftigung. Berlin, Siedler 1984, ISBN 3-8868-0114-4
- John Maynard Keynes. Die Entschlüsselung des Kapitalismus. Piper, München/Zürich 1986
- Vorsicht, unser Geld. Wirtschaftsverlag Langen-Müller/Herbig, München 1989, ISBN 3-7844-7245-1
- mit Harald Sander: Beiträge zur Analyse der Schuldenkrise und ihrer Bekämpfung. Institut für Entwicklungsforschung und Entwicklungspolitik, Bochum 1989, ISBN 3-9272-7606-5

1990–99
- Eine Mark für Deutschland. Bouvier, Bonn 1990, ISBN 3-416-02259-9
- Die sieben Todsünden der Vereinigung. Berlin, Siedler 1993, ISBN 3-8868-0484-4
- Dollar und ECU. Leitwährungen im Wettstreit. Fischer-Taschenbuch-Verlag, Frankfurt 1993, ISBN 3-596-11014-9
- Das große Geld-Theater. Über DM, Dollar, Rubel und Ecu. Deutsche Verlags-Anstalt, Stuttgart 1995, ISBN 3-421-05003-1
- mit Wilhelm Nölling, Karl Albrecht Schachtschneider & Joachim Starbatty: Die Euro-Klage. Warum die Währungsunion scheitern muss. Rowohlt-Taschenbuch-Verlag, Reinbek 1998, ISBN 3-499-22395-3
- Der Euro – Schritt nach Europa und in den geordneten Globalismus? Vortrag, gehalten anlässlich der „Schweizerzeit“-Herbsttagung am 7. November 1998 in Berg am Irchel. Schweizerzeit-Verlags-AG, Flaach 1999, ISBN 3-907983-32-7

2000–2009
- mit Wilhelm Nölling, Karl Albrecht Schachtschneider & Joachim Starbatty: Die Euro-Illusion. Ist Europa noch zu retten? Rowohlt-Taschenbuch-Verlag, Reinbek 2001, ISBN 3-499-23085-2
- mit Karl Albrecht Schachtschneider & Angelika Emmerich-Fritsche: Revolution der Krankenversicherung. Prinzipien, Thesen und Gesetz. Hansebuch-Verlag, Hamburg/Berlin 2002, ISBN 3-934880-05-3
- mit Karl Albrecht Schachtschneider & Joachim Starbatty (Herausgeber): Der Ökonom als Politiker. Europa, Geld und die soziale Frage. Festschrift für Wilhelm Nölling. Lucius und Lucius, Stuttgart 2003, ISBN 3-8282-0267-5
  - darin Die ökonomischen Konsequenzen des Euro: Ein Goldstandard ohne Gold. Woher er kommt, wohin er führt. S. 385–414
- Die EURO-Lüge … und andere volkswirtschaftliche Märchen. Signum, Wien 2007, ISBN 978-3-85436-392-7

2010–2013
- Es war einmal der EURO, DVD, Edeco Internet GmbH, Erscheinungstermin: 15. März 2010
- mit W. Nölling, K. A. Schachtschneider, D. Spethmann, J. Starbatty: Das Euro-Abenteuer geht zu Ende – Wie die Währungsunion unsere Lebensgrundlagen zerstört. Kopp-Verlag, Rottenburg 2011, ISBN 978-3-86445-001-3
- mit Robert Isaak: Geldherrschaft – ist unser Wohlstand noch zu retten? Wiley-VCH Verlag, Weinheim 2011, ISBN 978-3-52750-594-4
- mit Bruno Bandulet, Bernd-Thomas Ramb, Karl Albrecht Schachtschneider, Udo Ulfkotte: Gebt uns unsere D-Mark zurück: Fünf Experten beantworten die wichtigsten Fragen zum kommenden Staatsbankrott, Kopp-Verlag, Rottenburg 15. Mai 2012, ISBN 978-3864450358
- Die Euro Bombe – wird entschärft, Universitas, 11. April 2013, ISBN 978-3800415168